# ロースクール (テレビドラマ)
『ロースクール』（朝鮮語: 로스쿨）は、JTBCで2021年4月14日から6月9日まで放送された韓国のテレビドラマ。日本では、Netflixにて配信されている。

## 登場人物[1]

### 主要人物
- ヤン・ジョンフン：キム・ミョンミン
- ハン・ジュニ：キム・ボム
- カン・ソルA / カン・ダン：リュ・ヘヨン（朝鮮語版）
- キム・ウンスク：イ・ジョンウン

### ロースクールの学生
- カン・ソルB：イ・スギョン（朝鮮語版）
- ソ・ジホ：イ・ダウィ
- チョン・イェスル：コ・ユンジョン
- ユ・スンジェ：ヒョヌ（朝鮮語版）
- ミン・ボッキ：イ・ガンジ
- チョ・イェボム：キム・ミンソク

### 教授と関係者
- ソ・ビョンジュ：アン・ネサン
- オ・ジョンヒ：キル・ヘヨン（朝鮮語版）
- ソン・ドンイル：ウ・ヒョン（朝鮮語版）
- カン・ジュマン：オ・マンソク

### その他
- チン・ヒョンウ：パク・ヒョックォン（朝鮮語版）
- コ・ヒョンス：チョン・ウォンジュン（朝鮮語版）
- パク・グンテ：イ・チョンヒ（朝鮮語版）
- イ・マンホ：チョ・ジェリョン（朝鮮語版）
- コ・ヨンチャン：イ・フィジョン（朝鮮語版）

## スタッフ
- 演出：キム・ソギュン、コ・ヘジン
- 脚本：ソ・イン